# Teenage Mutant Hero Turtles (videogioco 1989 a piattaforme)
Teenage Mutant Hero Turtles, pubblicato come Teenage Mutant Ninja Turtles in Nordamerica e Gekikame Ninja Den (激亀忍者伝? "leggenda delle feroci tartarughe ninja") in Giappone, è un videogioco a piattaforme sulle Tartarughe Ninja pubblicato nel 1989 per la console Nintendo Entertainment System e nel 1990 per i computer Amiga, Amstrad CPC, Atari ST, Commodore 64, MS-DOS, MSX e ZX Spectrum.
Si tratta del primo videogioco dedicato alle Tartarughe Ninja, ed è essenzialmente basato sulla serie a cartoni animati Tartarughe Ninja alla riscossa (1987), benché la copertina delle edizioni occidentali per NES e delle edizioni americane per computer utilizzasse un'illustrazione tratta dal fumetto, disegnata da Michael Dooney.
Il gioco fu sviluppato originariamente dalla Konami per NES e commercializzato in Giappone dalla Konami stessa, in seguito in Nordamerica attraverso la Ultra Games e infine in Europa attraverso la Palcom Software (entrambe sussidiarie della Konami per le rispettive aree geografiche). Le versioni per computer, convertite da vari sviluppatori, vennero pubblicate dalla Image Works in Europa e dalla Ultra Games in America (solo Amiga, Commodore 64 e DOS). Nel caso dell'Amiga le due edizioni vennero anche sviluppate da due produttori diversi, e hanno evidenti differenze estetiche durante tutto il gioco; la versione europea uscì più tardi e rappresenta un miglioramento. La versione MSX sembra essere uscita soltanto in edizione spagnola. La versione originale per NES fu inserita anche nel sistema arcade PlayChoice-10, e nel 2007 emulata sul sistema Virtual Console della Wii.
Poco tempo dopo Teenage Mutant Hero Turtles Konami, Ultra e Image Works pubblicarono anche Teenage Mutant Hero Turtles: The Coin-Op!, originariamente un arcade, le cui conversioni per NES e computer sono a volte presentate come il seguito del primo titolo.

## Trama
April O'Neil, amica delle Tartarughe Ninja, è stata rapita dall'ignobile Shredder che ha intenzione di farle il lavaggio del cervello e arruolarla nel suo Clan del Piede. Le tartarughe devono avventurarsi nelle strade e nelle fogne di New York per salvare April, poi per disinnescare delle bombe subacquee con le quali il clan minaccia la diga, salvare anche il loro mentore-ratto Splinter rapito nel frattempo, e infine per battere Shredder e sottrargli il Trasforma Vite, l'unico congegno in grado di restituire la forma umana a Splinter. Lo scontro finale avverrà nel Tecnodromo, una struttura tecnologica nemica che appare anche nelle storie originali delle Tartarughe Ninja.

## Modalità di gioco
Da una prima schermata informativa il giocatore può selezionare una delle quattro tartarughe da controllare. Ciascuna ha una propria barra dell'energia vitale e una diversa arma da attacco ravvicinato, con capacità un po' diverse, ad esempio una maggiore gittata o colpire anche verso l'alto o verso il basso. Durante il gioco, in ogni momento si può tornare alla schermata informativa e cambiare tartaruga, riprendendo poi l'azione esattamente nel punto in cui era quella precedente; ciò consente alcune scelte strategiche, come l'arma più adatta alla situazione o la tartaruga più o meno a corto di energia. La schermata mostra anche una mappa dell'esterno del livello attuale e i messaggi ricevuti dai personaggi non giocanti.
L'azione ha inizio sulle strade che costituiscono l'ambiente esterno del livello, mostrato con visuale dall'alto leggermente inclinata, con scorrimento multidirezionale. Qui la tartaruga si può muovere in tutte le direzioni e attaccare. Quando si entra dentro un tombino o un edificio si accede a una delle aree a piattaforme che costituiscono il grosso del gioco; gli obiettivi si trovano in queste aree, e a volte è necessario attraversarle anche per accedere a zone non raggiungibili con le strade. All'interno la visuale diventa di lato, con scorrimento prevalentemente in orizzontale. Si può camminare su piattaforme, salire scale verticali, saltare normalmente oppure più in alto con una piroetta, accovacciarsi, attaccare con l'arma base. Oltre a questa si possono trovare e selezionare altre armi, da lancio, ma con munizioni limitate; in alcuni livelli si trovano anche corde con rampino utili per attraversare grandi spazi vuoti.
I nemici, che riducono l'energia in caso di contatto, sono costituiti da ninja del clan e da vari tipi di mostri e robot. La maggior parte dei livelli ha un boss finale con una propria barra dell'energia. Quando una tartaruga esaurisce la sua energia viene catturata dal nemico e il giocatore deve selezionarne un'altra. Ogni tartaruga catturata è prigioniera in un luogo sconosciuto e si può rimettere in gioco se si riesce a trovarla e liberarla (sembra però un'eventualità rara). La partita finisce se si perdono tutte e quattro. Tra i vari bonus da raccogliere ci sono pizze che ricaricano l'energia.
Uno dei livelli ha un'area sott'acqua, con tempo a disposizione limitato, dove la tartaruga può nuotare in tutte le direzioni e non ha armi.
Un altro livello, nella parte esterna, permette di prendere e guidare il furgone delle tartarughe, dotato di due tipi di armi da fuoco.
La partita può essere salvata, tranne che nelle versioni Amstrad e Spectrum.